# Vadu Lat, Giurgiu
Vadu Lat (scris în trecut și Vadul-Lat) este un sat în comuna Bucșani din județul Giurgiu, Muntenia, România.
Se află în partea de nord a județului,  în Câmpia Găvanu-Burdea, la gura de vărsare a Dâmbovnicului în Neajlov. La recensământul din 2021 avea o populație de 642 locuitori.

## Istoric
Cele mai vechi urme de locuire din zona confluenței Dâmbovnicului cu Neajlovul datează din mileniul al V-lea î.Hr., mai exact un tell aparținând culturii Gumelnița și aflat între actualele sate Vadu Lat și Bucșani.
Marele Dicționar Geografic al României menționează Vadu Lat ca ce-a de-a doua haltă a serviciului de poștă dintre București și Craiova (cunoscut ca drumul Olacului).
La sfârșitul secolului al XIX-lea, satul era un cătun cu o populație de doar 45 de locuitori, ce făcea parte din comuna Obedeni, plasa Neajlov. În acea perioadă spitalul din localitate era unul din cele 2 spitale ale județului Vlașca.
Tabloul de regrupare a comunelor rurale din 1931 indică existența unei comune rurale cu acest nume, formată doar din satul de reședință și aflată în județul Vlașca.

## Economie și instituții publice
Satul are o școală generală și un spital de psihiatrie, construit în 1897 (conform LMI) sau 1889, conform site-ului spitalului. Din 2011, spitalul a devenit secție a Spitalului Județean Giurgiu.
În sat funcționează Baza Vadu Lat, o bază de primire a cerealelor cu o capacitate de 16.000 de tone. Societatea ce deținea baza a fost tranzacționată până în 2002 pe bursa RASDAQ , fiind apoi achiziționată de grupul american Cargill.
Vadu Lat este și sediul unui fond de vânătoare.
Industria este reprezentată de o fabrică de lapte, aflată din 2009 în portofoliul Top Brands Distribution.

## Monumente istorice[9]
Există trei monumente istorice de importanță locală în Vadu Lat:
- Spitalul Vadu-Lat, cod GR-II-m-B-15091
- Conacul Mihai Popescu, construit în jurul anului 1900, cod GR-II-m-B-15092
- Conacul Iova Ghiuresici, sec XIX, cod GR-II-m-B-15093

## Prezența în folcor
Există referințe la Vadu Lat în folclorul din zona Munteniei, în special în repertoriul tarafului din Clejani, sat care se află la doar 2 km de Vadu Lat, pe DN61. Alți cântăreți care au referințe către Vadu Lat sunt Ileana Constantinescu și Taraful Iagalo.